# Sericopimpla albicincta
Sericopimpla albicincta är en stekelart som först beskrevs av Morley 1913.  Sericopimpla albicincta ingår i släktet Sericopimpla och familjen brokparasitsteklar. Inga underarter finns listade i Catalogue of Life.